# غوردون هاميلتون (بروفيسور)
غوردون هاميلتون (بالإنجليزية: Gordon Hamilton)‏ هو بروفيسور بريطاني، ولد في 1966 في القارة القطبية الجنوبية، وتوفي في 22 أكتوبر 2016.